# Cophogryllus pietersburgi
Cophogryllus pietersburgi är en insektsart som beskrevs av Andrej Vasiljevitj Gorochov och Mikhail B. Mostovski 2008. Cophogryllus pietersburgi ingår i släktet Cophogryllus och familjen syrsor. Inga underarter finns listade i Catalogue of Life.